# Ferdinand Christian Baur
Ferdinand Christian Baur (Schmiden, 21 giugno 1792 – Tubinga, 2 dicembre 1860) è stato un teologo tedesco, leader della scuola esegetica di Tubinga.
Dopo aver studiato al Seminario Teologico di Blaubeuren, nel 1809 giunse all'Università di Tubinga.
Qui egli fu per un certo tempo allievo di Ernst Bengel, nipote dell'eminente studioso del Nuovo Testamento, Johann Albrecht Bengel, ed in questo primo periodo della sua carriera sembra aver subito ampiamente l'influenza della vecchia scuola di Tubinga.
Tuttavia fu molto forte anche l'influsso di pensatori come Immanuel Fichte e Friedrich Schelling i quali lasciarono una impronta molto profonda su questo scrittore, in modo particolare per quanto riguarda la sua formazione letteraria.

## Gli anni di Blauberen
Nel 1817 Baur fece ritorno al seminario teologico di Blaubeuren in veste di insegnante. Questo trasferimento fu un punto cruciale della sua esistenza, poiché fu qui che iniziò a dedicarsi a quelle ricerche che lo resero famoso già in vita. Nel 1817, egli aveva già pubblicato una recensione della Biblische Theologie di Gottlieb Kaiser per l'Archiv für Theologie (ii. ?656) di Bengel dai toni molto moderati e conservatori.
Quando, alcuni anni dopo il suo trasferimento a Blaubeuren, egli pubblicò la sua prima opera importante, Symbolik und Mythologie oder die Naturreligion des Altertums ("Simbolo e mitologia: la religione naturale dell'Antichità", 1824-1825), apparve chiara la sua profonda conoscenza della filosofia e l'influenza sul suo pensiero di Schelling e più particolarmente di Friedrich Schleiermacher. L'alto valore della sua opera venne riconosciuto immediatamente e nel 1826 l'autore venne invitato a Tubinga come insegnante di teologia.

## Il periodo di Tubinga
È però con il suo arrivo a Tubinga che egli raggiungerà i risultati maggiori nella sua attività. Le sue prime pubblicazioni nella sua nuova sede trattavano argomenti di mitologia e di storia dei dogmi. L'opera Das manichäische Religionssystem ("La religione manichea") apparve nel 1831, mentre Apollonio di Tiana apparve nel 1832, nel 1835 venne pubblicato Die christliche Gnosis ("Cristianesimo Gnostico") e nel 1837 Über das Christliche im Platonismus oder Socrates und Christus ("Il Cristianesimo nel Platonismo: Socrate e Cristo"). Come rileva Otto Pfleiderer (Pflederer 1890 p. 285)
Durante questo periodo Baur si avvicinò dalle tesi di Schleiermacher alle posizioni del filosofo idealista Georg Hegel e nel fare ciò adottò pienamente la teoria hegeliana della filosofia della storia. Questo mutamento di visione è illustrato chiaramente nel saggio, pubblicato sul Tübinger Zeitschrift nel 1831, sulla visione di Cristo nella Chiesa di Corinto, Die Christuspartei in der korinthischen Gemeinde, der Gegensatz des paulinischen und petrinischen in der ältesten Kirche, den Apostel Petrus in Rom. In essa Baur afferma che l'apostolo Paolo si sia dovuto opporre nel suo soggiorno a Corinto a una fazione di Ebrei cristiani che intendeva imporre la propria visione del Cristianesimo opposta all'universalismo del discepolo di Cristo. 

La paternità dell'espressione giudaico-cristiano è generalmente attribuita a Baur · .

## Teorie esegetiche
Baur fu autore di diverse teorie ormai abbandonate dalla critica moderna, come l'ipotesi sulla genesi dei Vangeli (Urevangelium), sull'origine dell'epistolario paolino. Si occupò soprattutto dei primi secoli del cristianesimo, nel quale sostenne l'esistenza di due tendenze antitetiche, il petrinismo e il paulinismo.

### Simon Mago e san Paolo apostolo
Corinto, Samaria e Roma
Una lotta silenziosa simile a quella di Corinto è riferita in Atti degli Apostoli 8 in Samaria, dove Filippo, Paolo e Simon "detto anche" Pietro sono contrapposti a Simon Mago, entrambi impegnati a persuadere le folle della Samaria con parole e miracoli di guarigione (i primi), ovvero con spettacoli prodigiosi il secondo. 

Gli Atti proseguono, affermando che Filippo, dopo aver battezzato l'eunuco di Candàce, regina di Etiopia, fu "rapito" dallo Spirito Santo che lo rese invisibile e fece apparire dalla Samaria alla diocesi di Azoto. Fonti extrabibliche e la tradizione cristiana riferiscono che il terzo luogo di questa rivalità pubblica fra apostoli e Simon Mago "si trasferì" dalla Samaria a Roma.
Azòto era la prima diocesi civile d'Oriente ai confini con l'impero sasanide, dominata dalla religione zoroastriana. I suoi sacerdoti, detti Magi, sotto re Sapore II (nel III sec.), beneficiarono della vittoria sull'impero romano, della continuazione sasanide delle persecuzioni anticristiane e, nel VI secolo, della prima guerra al regno etiope di Axum, di presunta ascendenza israelita e fortemente influenzato dal giudaismo.
Tesi di Baur
Baur elaborò una congettura secondo cui l'insegnamento paolino:
- era nato come un'eresia e uno scisma dal cristianesimo ebraico di Giacomo, Pietro e degli altri apostoli;
- Marcione era a capo della setta paolina superstite nel II secolo, che predicava solo il Vangelo paolino, di san Luca (nella sua forma originale) e le Epistole di San Paolo (escluse le Epistole Pastorali);
- la letteratura clementina ebbe origine nell'età apostolica e fu accettata nella chiesa ebraica e petrina;
- è diretta interamente contro San Paolo e la sua setta;
- Simon Mago è un personaggio immaginario, mai esistito che gli Atti degli Apostoli, compilati nel II secolo, avrebbero derivato dal Simone presente nella letteratura clementina. Simone Mago è un soprannome di San Paolo;
- Il cattolicesimo sotto la presidenza di Roma fu il risultato di un compromesso fra la fazione petrina e quella paolina della Chiesa nella seconda metà del II secolo.

Il quarto Vangelo è un esempio evidente di questa riconciliazione, in cui Roma ha assunto un ruolo guida, avendo inventato la finzione che sia Pietro che Paolo furono i fondatori della Chiesa, che furono entrambi martirizzati a Roma, e nello stesso giorno, in perfetta unione.
Questa congettura, in molte varianti, dominò in Germania per tutta la metà del XIX secolo. Con la sola eccezione di quattro epistole di San Paolo e dell'Apocalisse di Giovanni, gli altri documenti neotestamentari erano datati al II secolo. Gli studiosi inglesi dimostrarono l'impossibilità di una datazione tardiva al II secolo, elemento che sommato alle prove dell'autenticità dei Padri Apostolici ed al riferimento al Vangelo di San Giovanni da parte di san Giustino, Papia di Ierapoli e Ignazio, gradualmente portò al discredito delle teorie di Baur, fra i suoi stessi allievi e maestri.
Al riguardo, persino Adolf Hilgenfeld, che può essere considerato l'ultimo esponente di spicco della "scuola di Tubinga", riconobbe l'infondatezza della tesi di Bauer e l'esistenza di Simon Mago, continuando tuttavia ad affermare che nella letteratura clementina "Simone" fosse il nome di San Paolo. 

Nel 1847 Hilgenfeld datò il nucleo originale di manoscritti (Kerygmata Petrou) subito dopo la fine della prima guerra giudaica 
nel 70; successive revisioni furono lette rispettivamente in chiave anti-basiliana, anti-valentiniana e anti-marcionide.

### Origine dei Vangeli
Bauer affermò l'esistenza di una prima versione del Vangelo secondo Matteo, scritta in ebraico o in aramaico, e precedente a quella greca nota all'epoca.
Negò l'autenticità delle Epistole Paoline con la sola eccezione Galati, 1 e 2 Corinzi, e della Epistola ai Romani. Sostenne che l'autore degli Atti degli Apostoli nascose l'esistenza di un'aspra lotta silenziosa tra Pietro e Paolo in seno alla Chiesa apostolica, nel superiore interesse dell'unità della Chiesa, per evitare il pericolo di scisma. 

Il conflitto dottrinale fra Pietro e Paolo sarebbe stato risolto nel II secolo, con la redazione tardiva del quarto vangelo (nel 150 d. C.). 

Nel suo saggio Kritische Untersuchungen über die kanonischen Evangelien, ihr zu Verhältniss einander, Charakter und ihren Ursprung (ricerca critica sui Vangeli canonici, 1847), ha sviluppato l'idea che i vangeli canonici sono traduzioni o adattamenti di testi antichi, quali: i Vangeli degli Ebrei, di Pietro, degli Egizi o degli Ebioniti. Secondo questa tesi, il Vangelo (petrino) di Matteo è il primo che sarebbe stato estratto dall'Urevangelium, seguito dal Vangelo (paolino) di Luca, e, da ultimo, dal Vangelo di Marco.

## Opere
- Die christliche Gnosis (1835, testo fondamentale)[5]
- Die Epochen der kirchlichen Geschichtschreibung, Tübingen 1852.
- Die Tübinger Schule und ihre Stellung zur Gegenwart, Fues-Verlag, Tübingen 1859
- Geschichte der christlichen Kirche, (5 volumi) Tübingen, L. Fr. Fues [Ristampa: Leipzig 1969].
  - Primo volume: Das Christentum und die christliche Kirche der drei ersten Jahrhunderte, Tübingen 1853, (terza edizione 1863)
  - Secondo volume: Die christliche Kirche vom Anfang des vierten bis zum Ende des sechsten Jahrhunderts in den Hauptmomenten ihrer Entwicklung, Tübingen 1859.
  - Terzo volume: Die christliche Kirche des Mittelalters in den Hauptmomenten ihrer Entwicklung, Tübingen 1861, (seconda edizione 1869)
  - Quarto volume: Erste Periode: Vom Anfang der Reformation bis zum Anfang des achtzehnten Jahrhunderts, Zweite Periode: Das achtzehnte Jahrhundert, Tübingen 1863.
  - Quinto volume: Kirchengeschichte des neunzehnten Jahrhunderts', Tübingen 1862; (seconda edizione 1877).